# Erik Fröberg
Erik Fröberg (även Eric) född 1682, död 15 april 1751 på Fröreda i Järeda socken, var en svensk militär. Han adlades 1717 med oförändrat namn och introducerades 1719 på Riddarhuset under nummer 1535. Eftersom hans äktenskap var barnlöst, blev han den ende i sin ätt.

## Biografi
Erik Fröberg var son till ryttmästaren Pehr Jonsson Fröberg (1647–1725), som innehade egendomar i  Emåns dalgång i Småland. Fadern skall ha tagit sitt efternamn efter en av dessa, Fröreda rusthåll, en gård som inom indelningsverket var skyldig att utrusta och avlöna en ryttare till Smålands kavalleriregemente, där fadern också var verksam.
Fröberg inledde sin militära karriär som volontär vid faderns regemente. Han skall sedan ha varit verksam vid Livgardet samt vid ”Carl Gustaf Dückers dragoner", även kända som Västgöta dragonregemente. Fröberg blev kapten där 1709. Han deltog i Karl XII:s ryska fälttåg, blev sårad vid Poltava men kom med kungen till Bender, där han deltog i kalabaliken 1713. Fröberg blev 1715 major vid Benderska dragonregementet, som hade satts upp av resterna av Karl XII:s slagna armé 1712. Ännu under Karl XII adlades han 1717 med oförändrat namn och introducerades på Riddarhuset 1719 med nummer 1535.
Fröberg fortsatte sin militära karriär efter kriget. Han blev överstelöjtnant i Norra skånska kavalleriregementet med Helsingborg som ort för administrationen och fick överstes titel 1741. I oktober samma år utnämndes han till överste och chef för Nylands infanteriregemente och deltog med detta i Hattarnas ryska krig.
Hattarnas krig var ett militärt misslyckande, och i jakten på syndabockar ställdes den militära ledningen inför rätta. Överbefälhavaren Lewenhaupt och hans närmaste man dömdes till döden och avrättades. Fröberg klarade sig undan sådan dom, men dömdes till avsättning från sin tjänst för att ha övergett en ställning och retirerat med sina trupper.

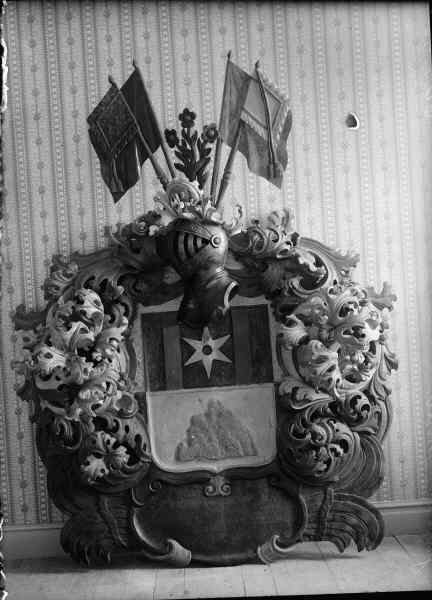
Fröbergs begravningsvapen i Järeda kyrka 1924.

Fröberg avled 1751 på gården Fröreda i Järeda socken. Han är gravsatt tillsammans med medlemmar av sin släkt i Järeda kyrka, där hans vapen även uppsattes. Han var från 1720 gift med Anna Brita Meck (1682–1737) i hennes andra äktenskap (första äktenskapet 1709 med översten Henrik Jakob Burensköld (1658–1715). Parets äktenskap var barnlöst. Erik Fröberg hade många syskon, men de av dem som bar namnet Fröberg, hade heller inte manlig avkomma som kunde föra namnet vidare. En broder kallade sig Aspelin och räknas som stamfar för en släkt med detta namn.